# Pseudostenophylax kamba
Pseudostenophylax kamba is een schietmot uit de
familie Limnephilidae. De soort komt voor in het Oriëntaals gebied.